# 奥蒂利亚德尔皮诺
奥蒂利亚德尔皮诺，是西班牙卡斯蒂利亚-莱昂帕伦西亚省的一个市镇。 总面积35平方公里，总人口241人（2001年），人口密度7人/平方公里。